# Tour der walisischen Rugby-Union-Nationalmannschaft nach Nordamerika 1997
| Tour der Waliser nach Nordamerika 1997 | Tour der Waliser nach Nordamerika 1997 | Tour der Waliser nach Nordamerika 1997 | Tour der Waliser nach Nordamerika 1997 | Tour der Waliser nach Nordamerika 1997 |
| Übersicht                              | S                                      | G                                      | U                                      | N                                      |
| -------------------------------------- | -------------------------------------- | -------------------------------------- | -------------------------------------- | -------------------------------------- |
| Test Matches                           | 2                                      | 2                                      | 0                                      | 0                                      |
| Sonstige Spiele                        | 3                                      | 3                                      | 0                                      | 0                                      |
| Gesamt                                 | 6                                      | 6                                      | 0                                      | 0                                      |
|                                        |                                        |                                        |                                        |                                        |
| Kanada                                 | 1                                      | 1                                      | 0                                      | 0                                      |
| Vereinigte Staaten                     | 2                                      | 2                                      | 0                                      | 0                                      |

Die Tour der walisischen Rugby-Union-Nationalmannschaft nach Nordamerika 1997 umfasste eine Reihe von Freundschaftsspielen der walisischen Rugby-Union-Nationalmannschaft. Sie reiste im Juli 1997 durch Kanada und die Vereinigten Staaten, wobei sie während dieser Zeit sechs Spiele bestritt. Darunter waren zwei Test Matches gegen die amerikanische und ein weiteres gegen die kanadische Nationalmannschaft, hinzu kamen drei Begegnungen mit Auswahlteams. Sämtliche Spiele endeten mit Siegen der Waliser. Diese Tour war experimenteller Natur, da mehrere Stammspieler an der zum Teil gleichzeitig stattfindenden Südafrika-Tour der British Lions teilnahmen.

## Spielplan
- Hintergrundfarbe grün = Sieg

(Test Matches sind grau unterlegt; Ergebnisse aus der Sicht von Wales)
| # | Datum         | Gegner             | Ort           | Stadion            | Ergebnis |
| - | ------------- | ------------------ | ------------- | ------------------ | -------- |
| 1 | 02. Juli 1997 | USA South          | Charlotte     | Davidson College   | 94:3     |
| 2 | 05. Juli 1997 | Vereinigte Staaten | Wilmington    | Brooks Field       | 30:20    |
| 3 | 08. Juli 1997 | USA Development XV | San Francisco | Boxer Stadium      | 55:23    |
| 4 | 12. Juli 1997 | Vereinigte Staaten | San Francisco | Boxer Stadium      | 28:23    |
| 5 | 16. Juli 1997 | Ontario            | Hamilton      | Mohawk Sports Park | 54:10    |
| 6 | 19. Juli 1997 | Kanada             | Markham       | Fletcher’s Fields  | 28:25    |

## Test Matches
| 12. Juli 1997 | Vereinigte Staaten                                                           | 20 : 30         | Wales                                                                                        | Brooks Field, Wilmington Schiedsrichter: Ken McCartney (Schottland) |
| 12. Juli 1997 | Versuche: Anitoni Takau Erhöhungen: Alexander (2) Straftritte: Alexander (2) | (13:18) Bericht | Versuche: Jones A. Thomas (2) N. Walker Erhöhungen: A. Thomas (2) Straftritte: A. Thomas (2) | Brooks Field, Wilmington Schiedsrichter: Ken McCartney (Schottland) |

Aufstellungen:
- USA: Matt Alexander, Vaea Anitoni, Andre Bachelet, Tom Billups, Luke Gross, Brian Hightower, Dave Hodges, Ray Lehner, Chris Lippert, Dan Lyle , Chris Morrow, Mark Scharrenberg, Tomasi Takau, Jason Walker, Jay Wilkerson 
 Auswechselspieler: Sean Allen, Mika McLeod, Alatini Saulala, Kurt Shuman, Mike Stanaway
- Wales: Leigh Davies, Andrew Gibbs, Garin Jenkins, Paul John, Gwyn Jones , Gareth Llewellyn, Christian Loader, Kevin Morgan, Lyndon Mustoe, Wayne Proctor, Arwel Thomas, Gareth Thomas, Mike Voyle, Nigel Walker, Steve Williams 
 Auswechselspieler: Chris Anthony, Nathan Thomas

| 19. Juli 1997 | Vereinigte Staaten                                                               | 23 : 28        | Wales                                                                            | Boxer Stadium, San Francisco Schiedsrichter: Charles Muir (Schottland) |
| 19. Juli 1997 | Versuche: Anitoni J. Walker Erhöhungen: Alexander (2) Straftritte: Alexander (3) | (6:13) Bericht | Versuche: Proctor (3) A. Thomas Erhöhungen: A. Thomas Straftritte: A. Thomas (2) | Boxer Stadium, San Francisco Schiedsrichter: Charles Muir (Schottland) |

Aufstellungen:
- USA: Matt Alexander, Vaea Anitoni, Andre Bachelet, Tom Billups, Luke Gross, Brian Hightower, Dave Hodges, Ray Lehner, Chris Lippert, Dan Lyle , Chris Morrow, Mark Scharrenberg, Tomasi Takau, Jason Walker, Jay Wilkerson 
 Auswechselspieler: Sean Allen, Alatini Saulala, Maika Sika, Scott Yungling
- Wales: Ian Buckett, Leigh Davies, Andrew Gibbs, Paul John, Gwyn Jones , Gareth Llewellyn, Robin McBryde, Kevin Morgan, Lyndon Mustoe, Wayne Proctor, Arwel Thomas, Gareth Thomas, Nathan Thomas, Mike Voyle, Nigel Walker 
 Auswechselspieler: Chris Anthony, Steve Williams

| 19. Juli 1997 | Kanada                                                                           | 25 : 28         | Wales                                                                                   | Fletcher’s Fields, Markham Zuschauer: 7000 Schiedsrichter: Santiago Borsani (Argentinien) |
| 19. Juli 1997 | Versuche: Ross Schmid (2) Erhöhungen: Rees (2) Straftritte: Rees Dropgoals: Rees | (11:15) Bericht | Versuche: Davies Proctor G. Thomas Erhöhungen: A. Thomas (2) Straftritte: A. Thomas (3) | Fletcher’s Fields, Markham Zuschauer: 7000 Schiedsrichter: Santiago Borsani (Argentinien) |

Aufstellungen:
- Kanada: Scott Bryan, Al Charron, Eddie Evans, John Graf, John Hutchinson, Mike James, Dave Lougheed, Kevin Morgan, Gareth Rees , Bobby Ross, Mike Schmid, Rod Snow, Winston Stanley, Scott Stewart, John Tait 
 Auswechselspieler: Richard Bice, Mark Cardinal
- Wales: Rob Appleyard, Ian Buckett, Leigh Davies, Andrew Gibbs, Garin Jenkins, Paul John , Steve Moore, Kevin Morgan, Lyndon Mustoe, Wayne Proctor, Arwel Thomas, Gareth Thomas, Mike Voyle, Nigel Walker, Steve Williams 
 Auswechselspieler: Chris Anthony, Nathan Thomas